# Órgano Lowrey

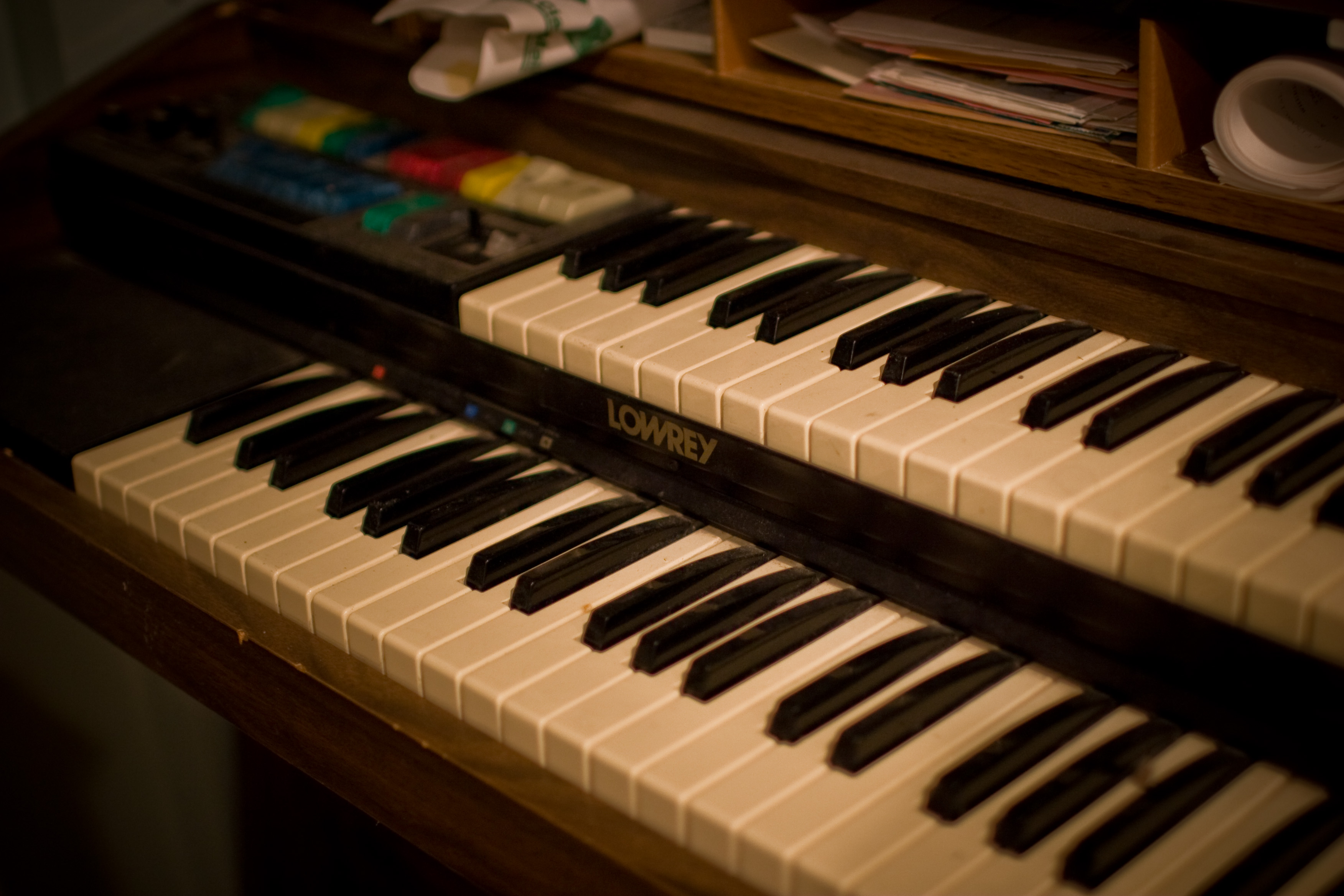
Órgano Lowrey eléctrico (1970s).

El órgano Lowrey es un órgano electrónico que debe su nombre a un empresario de Chicago llamado Frederick Lowrey.
Durante los años 1960 y 1970, Lowrey fue el mayor fabricante de órganos electrónicos en el mundo. En 1989, la empresa de órganos Lowrey produjo su órgano 1.000.000.
En la actualidad, son construidos en LaGrange Park, Illinois.
En particular, el órgano Lowrey difiere del órgano Hammond (que también lleva el nombre de su sede en Chicago, inventor) en su incorporación de "acompañamiento automático" características. Aunque originalmente fue pensado para el mercado de entretenimiento en el hogar, también es utilizada por algunos grupos de rock en los años 1960 y 1970, sobre todo The Beatles, en canciones como "Lucy in the Sky with Diamonds". En la canción, Paul McCartney usa un Lowrey Patrimonio DSO órgano de lujo para el clave-como la apertura. Garth Hudson, el teclista de The Band, tocó en un órgano Lowrey Festival muchas de las canciones más notables del grupo. Este sonido se puede oír un lugar destacado en la grabación del 1968 de "Chest Fever", que comienza con un Bach de inspiración preludio / intro. Un uso más sorprendente de un órgano Lowrey, en una repetición de percusión "Marimba" configuración - fue el sintetizador -como el ruido de fondo en la canción "Baba O'Riley" de The Who.